# Fatehpur (Distrikt)
Der Distrikt Fatehpur (Hindi फतेहपुर जिला, Urdu ضلع فتح پور) ist ein Distrikt im nordindischen Bundesstaat Uttar Pradesh.
Die Fläche beträgt 4.152 km². Sitz der Verwaltung ist die Stadt Fatehpur.

## Bevölkerung
Die Einwohnerzahl lag bei der Volkszählung 2011 bei 2.632.733. Die Bevölkerungswachstumsrate im Zeitraum von 2001 bis 2011 betrug 14,05 %. Fatehpur hatte ein Geschlechterverhältnis von 901 Frauen pro 1000 Männer und eine Alphabetisierungsrate von 67,03 %, eine Steigerung von ca. 12 Prozentpunkten gegenüber dem Jahr 2001. Etwa 86 % der Bevölkerung waren Hindus und ca. 13 % Muslime.
Die Urbanisierungsrate des Distrikts betrug ca. 12,2 %. Die größte Stadt war Fatehpur mit 193.193 Einwohnern.